# Penselwood
Penselwood är en ort i Storbritannien.   Den ligger i grevskapet Somerset och riksdelen England, i den södra delen av landet, 160 km väster om huvudstaden London. Penselwood ligger 195 meter över havet och antalet invånare är 273.
Terrängen runt Penselwood är huvudsakligen platt. Penselwood ligger uppe på en höjd. Runt Penselwood är det ganska tätbefolkat, med 116 invånare per kvadratkilometer. Närmaste större samhälle är Frome, 16,4 km norr om Penselwood. Trakten runt Penselwood består i huvudsak av gräsmarker.